# 세상에서 가장 아름다운 이별 (영화)
"세상에서 가장 아름다운 이별"은  2011년에 개봉한 대한민국의 영화이다. 1996년 MBC 창사 특집 드라마로 방영되었던 노희경 작가의 드라마 "세상에서 가장 아름다운 이별"이 원작으로, 며느리, 아내, 그리고 어머니의 이름으로 가족을 위해 삶을 희생한 한 여자의 일생을 그린 작품이다.
2013년도 7월 12일에 시행된 고3 전국모의고사 언어영역에서 스토리 후반부 일부가 독해 지문으로 출제되어 '고3 학생들 울린 지문'으로 화제가 되기도 하였다.

## 개요
치매에 걸려 걸핏하면 머리채를 휘어 잡는 시어머니(김지영 분), 집안 일에 무관심하고 무뚝뚝한 남편 정철(김갑수 분), 바쁜 일상에 지쳐 있는 딸 연수(박하선 분), 여자친구밖에 모르는 삼수생 아들 정수(류덕환 분), 툭 하면 사고치는 백수 외삼촌 부부 근덕(유준상 분)과 선애(서영희 분), 그리고 그들을 위해 모든 것을 바쳐 사는 어머니 인희(배종옥 분), 영원히 반복될 것만 같았던 일상에 찾아온 이별의 순간, 그날 이후 그들은 진짜 ‘가족’이 되었다.

## 캐스팅

### 주요 인물
- 배종옥 - 김인희 역
- 김갑수 - 정철 역
- 김지영 - 할머니 역
- 유준상 - 김근덕 역
- 서영희 - 신선애 역
- 류덕환 - 정정수 역
- 박하선 - 정연수 역

### 그밖의 인물
- 이대연 - 장박사 역
- 이솜 - 재영 역
- 박혁권 - 연수 연인 역
- 박희본 - 연수 연인 처 역
- 이정연 - 연수 연인 딸 역
- 조한철 - 정철 병원 원장 역
- 심지미 - 간병인 역
- 조경숙 - 인희 친구 역
- 이영숙 - 인희 친구 역
- 박지연 - 대학병원 간호사 역
- 김보라 - 대학병원 간호사 역
- 홍제성 - 연수 회사 차장, 방범대원
- 박진우 - 방석집 남 역
- 윤경호 - 방석집 남 역
- 박설희 - 방석집 여 역
- 오산하 - 꽃매장 점원 역
- 박근록 - 남자 간호사 역
- 조성훈 - 남자 간호사 역
- 강선미 - 윤박사 진료실 간호사 역
- 박혜선 - 정철 진료실 간호사 역
- 장대윤 - 파출소 취객 역
- 윤혜진 - 파출소 취객 역
- 김선일 - 수술실 의료진 역
- 강선미 - 수술실 의료진 역
- 김유나 - 수술실 의료진 역
- 이수정 - 수술실 의료진 역
- 최린 - 수술실 의료진 역
- 정규상 - 웨딩홀 커플 역
- 김보민 - 웨딩홀 커플 역
- 황순경 - 웨딩홀 매니저 역
- 김영무 - 대학병원 담배남 역
- 류근택 - MRI 검사원 역

### 특별 출연
- 문희경 - 윤박사 역
- 정성화 - 과일가게 주인 역
- 오나라 - 방석집 마담 역
- 이달형 - 김소장 역
- 김도영 - 수간호사 역
- 로맨틱펀치 - 펀치 클럽 밴드 역